# Spits smaragdsteeltje
Spits smaragdsteeltje (Pseudocrossidium hornschuchianum) is een bladmos uit de kleimosfamilie (Pottiaceae). Het is vaak te vinden in weg- en padranden, op het trottoir tussen stoeptegels en op ruderale terreinen met steenslag. De soort wordt relatief veel in stedelijk milieu en in de duinen gevonden. De plantjes zijn met een goede loep in het veld al goed te herkennen aan de over de gehele bladlengte teruggerolde bladranden en alsmede aan de als een stevige stekelpunt uittredende bladnerf.

## Determinatie
Spits smaragdsteeltje vormt frisgroene tot lichtgroene, losse tot matig dichte en gemakkelijk afbrokkelende gazons. De tot 1,5 centimeter hoge scheuten zijn dun vertakt en hebben vochtige opstaande bladeren. Als ze droog zijn, zijn de bladeren verbogen en spiraalvormig gedraaid. Ze zijn lancetvormig, geleidelijk smaller wordend tot de scherpe punt, gekield, de bladranden sterk teruggerold van onder naar boven. De bladnerf treed uit met een stevige stekelpunt. De sporenkapsels zijn eivormig, rood van onder en geel van boven is. Het kapsel heeft lange en spiraalvormig gewonden peristome tanden. 
De bladcellen zijn rechthoekig en glad aan de onderkant, afgerond vierkant aan de bovenkant, dichte papillen en ongeveer 8 tot 15 micron groot.

## Verspreiding
Het mos komt vooral voor in vlakke en heuvelachtige gebieden op kalkrijke bodems. In silicaatgebieden is het verspreid of afwezig. In Europa is het vooral wijdverbreid in de westelijke, centrale en zuidelijke delen. Andere plekken waar het voorkomt zijn Noordoost- en Zuidwest-Azië, in Noord-Amerika, Noord- en Zuid-Afrika en in Australië.
In Nederland is spits smaragdsteeltje algemeen. Het is niet bedreigd en staat niet op de rode lijst.

## Fotogalerij

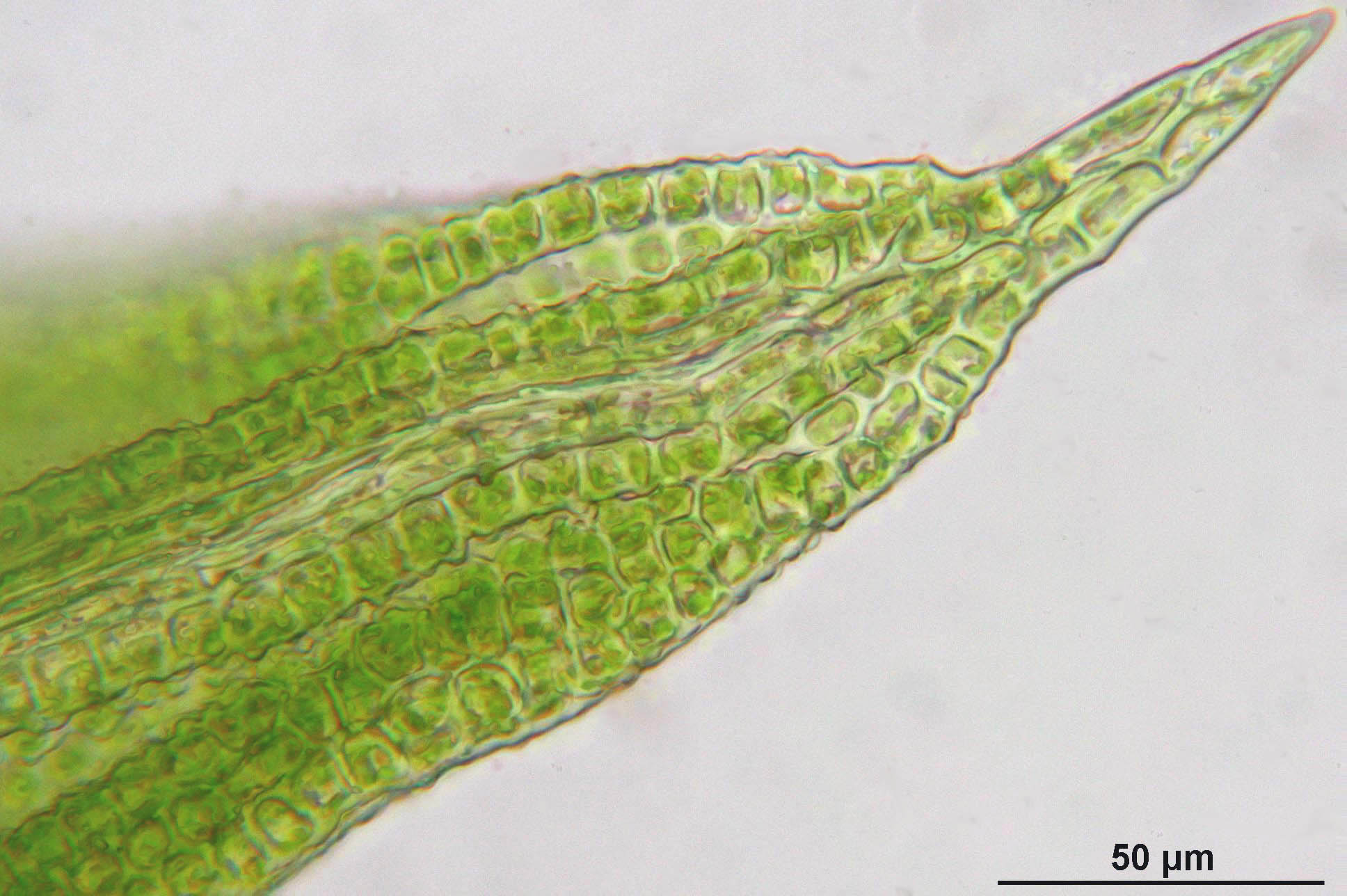
Bladtop
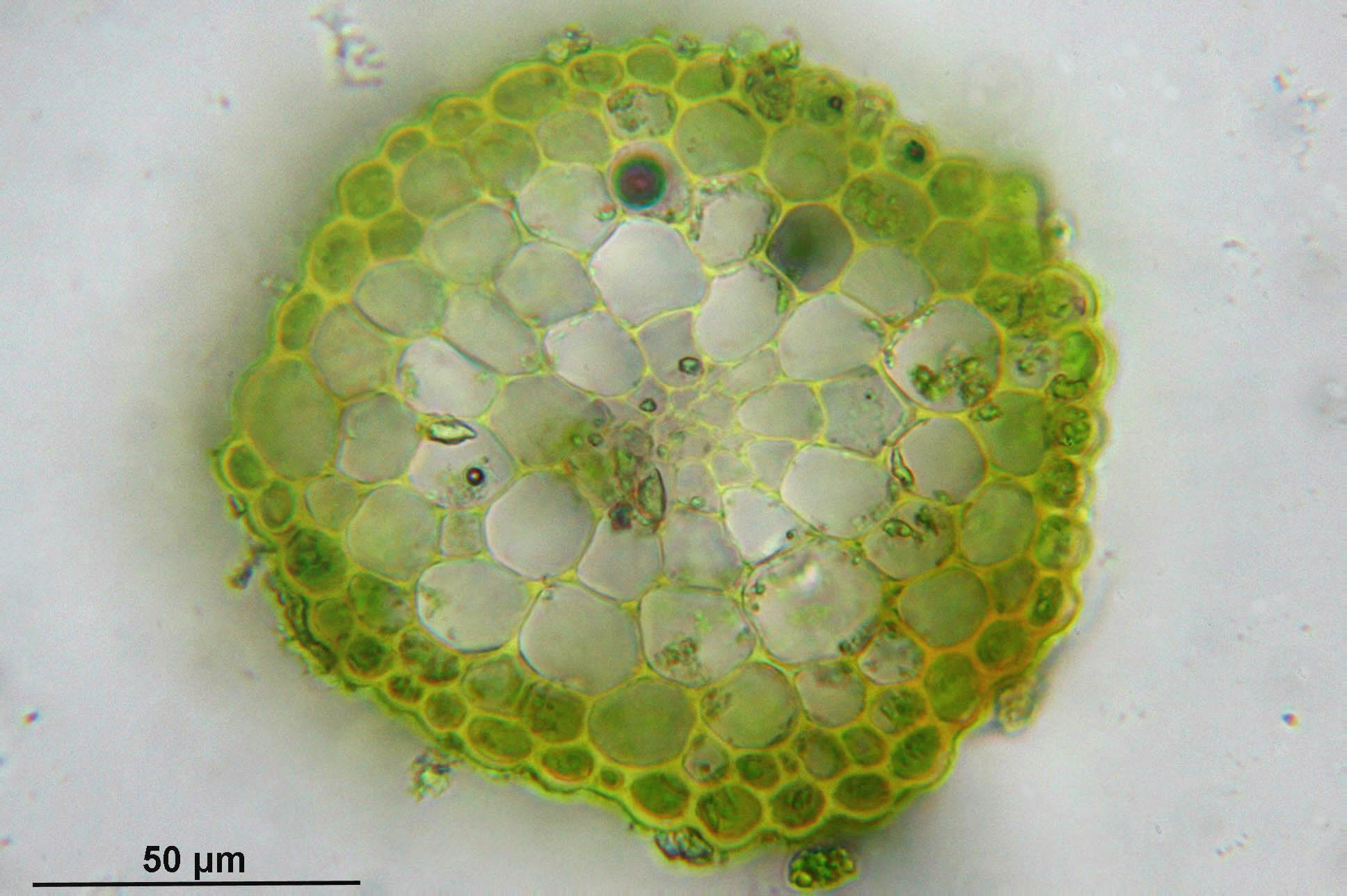
Stengeldoorsnede
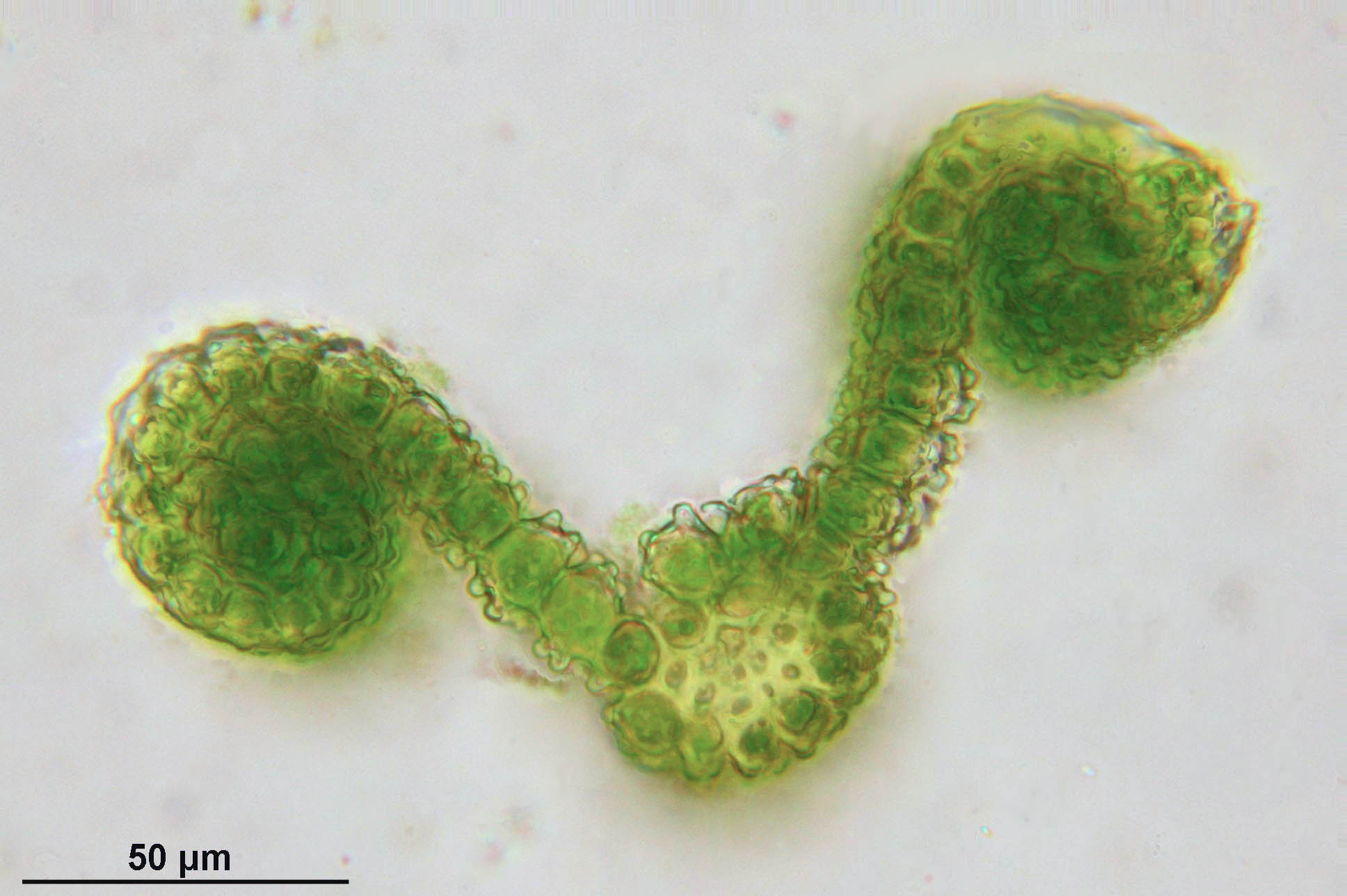
Bladdoorsnede